# 建筑生态学

生态建筑学相关的概念艺术

建筑生态学（英語：arcology）是一个以人口稠密，低生态影响的人类生活环境为原则来设计建筑的领域，由意大利裔美国建筑师保罗·索莱里于1969年首次提出。生态建筑与普通的大型建筑的区别在于，它旨在减少人类居住对任何特定生态系统的影响，并可自给自足、持续发展，利用尽可能全部的资源使人们过上舒适的生活，其中涉及到能源、对气候的控制、粮食的生产、空气和水的储存和净化、以及污水处理等等。
虽然这一概念目前还仅仅处于假设阶段，但这个概念已经被用于许多的科幻小说中。

## 与概念形似的实例

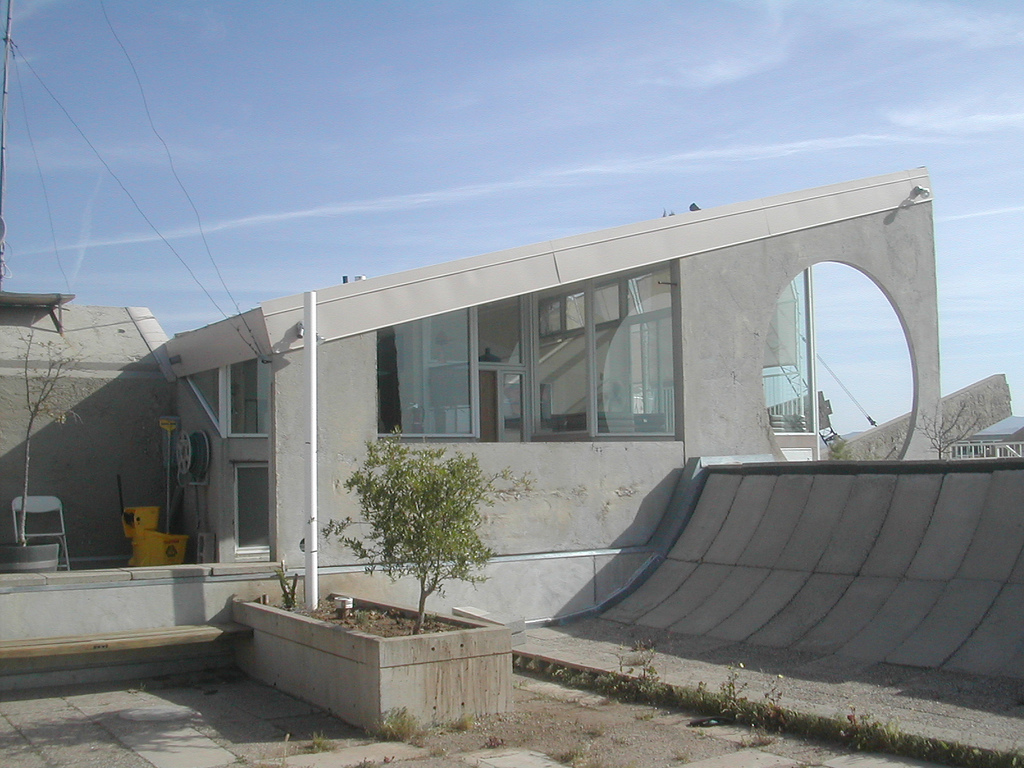
雅高山地一景

在亚利桑那州的干旱荒地上，雅高山地如同一颗璀璨的绿色明珠。保罗·索莱里的巧思使这座小镇成为了生态建筑的杰出代表，每一栋房屋、商铺和工作室都仿佛是大自然的一部分，仿佛每个角落都与大地有着天然的连接。
与此同时，世界各地也饱含着这样的绿色理念。从上海的东滩到东京的都市中心，生态建筑正成为新的都市风潮。尽管东滩生态城的梦想在上海世博会前夕破灭，但这并未影响其他城市对生态设计的热情。在卡尔加里，+15空廊系統成为了城市的新坐标；蒙特利尔和明尼阿波利斯的地下城和空中走廊让人们在繁忙中找到了片刻的宁静。
而在炎热的拉斯维加斯，赌城大道犹如一片生态的绿洲。45摄氏度的高温在这里不再可怕，因为隧道、人行天桥和单轨铁路把这里变成了一个凉爽的室内世界。从曼德勒湾到会展中心，赌客们可以尽情享受，而无需担心炎日的酷热。
在寒冷的北方，多伦多的“PATH”地下通道系统给人们带来了温暖。这是一个巨大的地下网络，连接着购物中心、地铁、酒店和办公室，仿佛是城市的脉络。
即便是在遥远的南极，美国的麦克默多站也展示了人与自然和谐共存的可能。而在欧洲的莫斯科，水晶岛的梦想虽然因经济危机而暂停，但它的理念却深植人心。
生态建筑不仅是一个设计，更是一种态度，一种与自然和谐共处的生活方式。

## 大众文化
由于财务、技术或设计概念上的缺陷，大多数构建真正生态的建议都以失败告终。因此，生态建筑学主要出现在虚构的作品中。
文学作品中最早的例子之一是威廉姆•霍普•霍奇森 1912年的恐怖/奇幻小说《夜地（The Night Land）》。在书中，人类最后的残余物生存在两个巨大的自给自足的金属金字塔中。
另一个重要的例子是1981年拉瑞·尼文（Larry Niven）和杰里·普尔内尔（Jerry Pournelle）的小说《忠诚的誓言（(Oath of Fealty)）》，小说中有一部分人口搬进了生态建筑。故事情节将生态建筑学作为了一种批判的主题。
在羅伯特·西爾柏格的《内部世界（The World Inside)》一书中，全球750亿人口中的大部分居住在被称为“urbmons”的巨型摩天大楼里，每座摩天大楼都容纳着数十万人。每个城市被分成40层左右的“社区”，并且建筑体系内实现了自给自足，于是所有到外面去的想法都被故事中的人们视为异端邪说。
電腦遊戲軟件公司Maxis发行的游戏《模拟城市2000》以及《模拟城市5》都允许玩家构建生态环境，使得更多人接触到了这一概念。